# Родина (7-й сезон)
Седьмой сезон американского драматического сериала «Родина», премьера которого состоялась 11 февраля 2018 года на канале Showtime и включает 12 эпизодов. Сериал вольно основан на израильском телесериале «Хатуфим» (рус. Военнопленные), созданным Гидеоном Раффом и разработанным для американского телевидения Говардом Гордоном и Алексом Гансой.

## Сюжет
В начале сезона, Кэрри оставила работу в Белом доме и переехала обратно в Вашингтон, и теперь она живёт вместе со своей сестрой Мэгги, чтобы бороться с администрацией Кин и обеспечить освобождение 200 членов разведывательного сообщества, которые были арестованы по приказу президента Кин в прошлом сезоне.

## В ролях

### В главных ролях
- Клэр Дэйнс — Кэрри Мэтисон, бывший сотрудник  ЦРУ и бывший советник президента Белого дома Кин, которая теперь живёт в Вашингтоне со своей сестрой Мэгги
- Элизабет Марвел — Элизабет Кин, нынешний президент США
- Мори Стерлинг — Макс Пётровски, внештатный эксперт по видеонаблюдению[3]
- Лайнус Роуч — Дэвид Уэллингтон, глава администрации президента США[3]
- Джейк Уэбер — Бретт О'Киф, телеведущий и провокатор[3]
- Морган Спектор — Данте Аллен, старый друг Кэрри, который изучает сотни людей, которых арестовала Кин[4]
- Мэнди Патинкин — Сол Беренсон, должностное лицо ЦРУ и бывший босс и наставник Кэрри.

### Второстепенный состав
- Эми Харгривз — Мэгги Мэтисон, сестра Кэрри[1]
- Дилан Бейкер — Сэм Пэйли, сенатор-индивидуалист из Аризоны, который ведёт агрессивное расследование в администрации Кин[5]
- Эллен Эдейр — Джанет Бейн, глава администрации Пэйли
- Маккензи Астин — Билл Данн, шурин Кэрри, который работает в Министерстве финансов США[4]
- Кортни Гросбек — Джози Мэтисон, племянница Кэрри, которая ярая ненавистница Кин[6]
- Лесли Маргерита — Шэрон Олдрайт, помощница О'Кифа[7]
- Клэр и Маккенна Кин — Фрэнсис «Фрэнни» Мэтисон, дочь Кэрри и Броуди
- Сандрин Холт — Симон Мартин, невеста Уэллингтона и российский агент под прикрытием[7]
- Мэтт Сервитто — спецагент ФБР Маслин
- Сакина Джаффри — доктор Майер, психиатр Кэрри
- Дэвид Мальдонадо — Бо Элкинс, мужчина, предоставляющий О'Кифу убежище
- Колтон Райан — Дж. Дж. Элкинс, сын Бо
- Коста Ронин — подполковник Евгений Громов, старший оперативный офицер ГРУ России[8]
- Джеймс Д'Арси — Томас Энсон, бывший агент спецназа[9]
- Уильям Попп — Стейн, член группы Энсона
- Кле Беннетт — Доминик «Докси» Маркис, также член группы Энсона
- Ари Флиакос — Картер Беннет, также член группы Энсона
- Кэтрин Кёртин — Сэнди Лэнгмор, бывший агент ЦРУ, профессор и член целевой группы Сола
- Питер Вак — Клинт Прауэр, компьютерный эксперт и член целевой группы Сола
- Бо Бриджес — вице-президент Ральф Уорнер
- Илья Баскин — Виктор Макаров, посол России в США
- Мераб Нинидзе — полковник Сергей Миров, начальник Громова в ГРУ
- Дэмиан Янг — Джим, глава станции ЦРУ в Москве

### Приглашённые звёзды
- Роберт Неппер — генерал Джейми Макклендон
- Барбара Розенблат — генпрокурор Хоберман
- Фредрик Лене — генерал Россен
- Марк Иванир — Иван Крупин, бывший агент российской разведки
- Дженнифер Феррин — Шарлотта, российский агент
- Томас Дж. Уэйтс — Клэйтон
- Эдриенн С. Мур — Ронда, адвокат Кэрри
- Марин Хинкл — Кристин Лонас, соцработник по уходу за детьми
- Ф. Мюррей Абрахам — Дар Адал
- Джефф Пирсон — сенатор Ричард Эймс, член Сенатского комитета по разведке

## Эпизоды
| № общий | № в сезоне | Название                                                           | Режиссёр            | Автор сценария                    | Дата премьеры   | Зрители в США (млн) |
| ------- | ---------- | ------------------------------------------------------------------ | ------------------- | --------------------------------- | --------------- | ------------------- |
| 73      | 1          | «Враг государства» «Enemy of the State»                            | Лесли Линка Глаттер | Дебора Кан и Алекс Ганса          | 11 февраля 2018 | 1,22                |
| 74      | 2          | «Мятежник, мятежник» «Rebel Rebel»                                 | Лесли Линка Глаттер | Патрик Харбинсон и Чип Йоханнссен | 18 февраля 2018 | 1,12                |
| 75      | 3          | «Противостояние» «Standoff»                                        | Майкл Клик          | Аня Лета и Рон Нисуонер           | 25 февраля 2018 | 1,26                |
| 76      | 4          | «Типа ничего не может» «Like Bad at Things»                        | Алекс Грейвз        | Чип Йоханнссен и Патрик Харбинсон | 4 марта 2018    | 0,93                |
| 77      | 5          | «Активные меры» «Active Measures»                                  | Шарлотта Зилинг     | Дебора Кан                        | 11 марта 2018   | 1,32                |
| 78      | 6          | «Видовой прыжок» «Species Jump»                                    | Майкл Оффер         | Аня Лета и Рон Нисуонер           | 18 марта 2018   | 1,25                |
| 79      | 7          | «Анданте» «Andante»                                                | Лесли Линка Глаттер | Патрик Харбинсон и Чип Йоханнссен | 25 марта 2018   | 1,28                |
| 80      | 8          | «Ложь, шпионы, чёртов твиттер» «Lies, Amplifiers, F**king Twitter» | Такер Гейтс         | Патрик Харбинсон и Чип Йоханнссен | 1 апреля 2018   | 1,22                |
| 81      | 9          | «Полезный идиот» «Useful Idiot»                                    | Нельсон Маккормик   | Дебора Кан                        | 8 апреля 2018   | 1,24                |
| 82      | 10         | «Ясность» «Clarity»                                                | Дэн Аттиас          | Говард Гордон и Рон Нисуонер      | 15 апреля 2018  | 1,28                |
| 83      | 11         | «Ва-банк» «All In»                                                 | Алекс Грейвз        | Патрик Харбинсон и Чип Йоханнссен | 22 апреля 2018  | 1,39                |
| 84      | 12         | «Гимн народу» «Paean to the People»                                | Лесли Линка Глаттер | Алекс Ганса                       | 29 апреля 2018  | 1,30                |

## Производство
Сериал был продлён на седьмой и восьмой сезоны в августе 2016 года. В этом сезоне Мори Стерлинг, Джейк Уэбер и Лайнус Роуч были повышены до основного актёрского состава; у Стерлинга была повторяющаяся роль начиная с первого сезона, в то время как Уэбер и Роуч появились в шестом сезоне. Производство седьмого сезона началось 11 сентября 2017 в Ричмонде, Виргиния. Съёмки завершились 29 марта 2018 года в Будапеште.
Сценаристы изначально планировали, что седьмой и восьмой сезоны сериала будут состоять из двухсезонной сюжетной арки, но текущие события, связанные с правительством США, убедили их продолжить арку из шестого сезона в седьмом. Шоураннер Алекс Ганса сказал, 'учитывая водоворот новостей о войне Администрации со своим собственным разведывательным сообществом', «Было просто трудно не сделать этого. Было трудно сказать: „Ладно, давайте расскажем историю в Париже. Давайте расскажем историю в Южной Америке“. Что-то существенное происходит в нашей стране прямо сейчас».

## Реакция

### Реакция критиков
Седьмой сезон «Родины» получил в целом положительные отзывы от критиков. На Metacritic, сезон (на основе только первого эпизода) имеет оценку 65 из 100 на основе 6 отзывов. На Rotten Tomatoes он имеет рейтинг 70%, со средним рейтингом 6,61 из 10, на основе 10 отзывов.

### Награды
На 70-й церемонии премии «Эмми», сериал получил две номинации: Мэнди Патинкин как лучший актёр второго плана в драматическом сериале и Ф. Мюррей Абрахам как лучший приглашённый актёр в драматическом сериале. Лесли Линка Глаттер была номинирована на премию Гильдии режиссёров США за лучшую режиссуру драматического сериала за эпизод «Гимн народу» на 71-й церемонии вручения премии. Алекс Ганса выиграл премию Гильдии сценаристов США за лучший сценарий в эпизоде драматического сериала за эпизод «Гимн народу» на 71-й церемонии вручения премии.